# Ricevitore (teoria dell'informazione)

Schema a blocchi di una radio a galena, uno dei più semplici ricevitori radiofonici. Il dispositivo cattura onde radio dall'etere attraverso l'antenna sulla sinistra e le converte in un segnale audio prelevabile dalla porta a destra, alla quale può essere collegato un auricolare.

Nelli sistemi di telecomunicazione il ricevitore è quell'apparato terminale adibito a ricevere e convertire i segnali in arrivo dal canale di comunicazione, rappresentato dal mezzo trasmissivo, prodotti a monte dal trasmettitore.

## Descrizione
Un ricevitore è dunque sempre presente in un impianto di telecomunicazioni sia in sistemi cablati come nelle comunicazioni in fibra ottica (fotorivelatore) e le comunicazioni elettriche sia nelle radiocomunicazioni. Fa parte dunque della catena ricevente assieme al demodulatore e a eventuali sistemi di decodifica tipici delle trasmissioni digitali (decodifica di sorgente e decodifica di canale).
Al ricevitore giunge l'informazione decodificata dal trasmettitore, che l'aveva inizialmente codificata. In alcuni casi il ricevitore è progettato in modo da includere il decodificatore. Ricevitori reali come i ricevitori radio o i telefoni possono ricevere al massimo la quantità di informazione predetta dal secondo teorema di Shannon.
Un ricevitore opera sempre in maniera duale ovvero opposta o inversa a quanto fa il trasmettitore in modo da ripristinare l'informazione contenuta nella sorgente informativa iniziale depurando il segnale ricevuto dalle operazioni di elaborazione messe in atto dal trasmettitore e necessarie per la trasmissione efficiente sul canale come la modulazione e la codifica di sorgente e di canale.
È caratterizzato da una propria sensibilità ovvero da un livello minimo di potenza del segnale ricevuto che può essere rivelato, tipicamente espresso o comunque strettamente dipendente da un livello di rapporto segnale/rumore. Trattandosi di un apparato elettronico esso introduce del rumore elettronico (tipicamente rumore termico), misurabile dalla sua cifra di rumore, che tende a degradare più o meno il segnale in termini di rapporto segnale/rumore in misura variabile a seconda del tipo di modulazione/demodulazione effettuata.